# Enrico Verson
Enrico Verson est un entomologiste italien, né le 25 avril 1845 à Padoue et mort le 15 février 1927 dans cette même ville.
De formation médicale, Verson travaille d’abord à la station expérimentale de Gorizia avant de fonder la première station de recherche sur le ver à soie du monde, la Stazione Bacologica Sperimentale en 1871.
Verson a réalisé de multiples observations sur la biologie du ver à soie et fait d’importantes découvertes anatomiques comme les cellules de Verson (ou cellules versoniennes qui désigne un type cellulaire apical particulier de l’appareil génital de certains insectes) et les glandes de Verson (glandes de l'épiderme des chenilles jouant un rôle important dans la mue).
Il a une influence considérable sur les entomologistes italiens de la génération suivante comme Antonio Berlese (1863-1927), Adolfo Targioni Tozzetti (1823-1902) ou Filippo Silvestri (1873-1949).